# Йозеф Вірт
Карл Йозеф Вірт (нім. Karl Josef Wirth; 6 вересня 1879, Фрайбург — 3 січня 1956, Фрайбург) — політичний і громадський діяч Німеччини, рейхсканцлер Німеччини з 1921 по 1922 роки, а також міністр закордонних справ. В 1930—1931 роках міністр внутрішніх справ. Лауреат Міжнародної Сталінської премії «За зміцнення миру між народами» 1955.

## Біографія
Закінчив університет у Фрайбурзі. Глава лівого крила Католицької партії Центру, депутат рейхстагу (1914—1918 і 1920—1933).
Уряд Вірта підписав в 1922 радянсько-німецький Рапалльський договір.
В 1933 емігрував. З еміграції повернувся в 1948.
В 1953 в ФРН заснував і очолив партію Союз німців, які борються за єдність, мир і свободу. Противник мілітаризму в ФРН. Виступав за встановлення дружніх відносин з СРСР.
З 1952 член Всесвітньої ради миру.